# Luspejaure (Karesuando socken, Lappland)
Luspejaure är en sjö i Kiruna kommun i Lappland och ingår i Torneälvens huvudavrinningsområde. Sjön har en area på 0,7 kvadratkilometer och ligger 704 meter över havet.

## Delavrinningsområde
Luspejaure ingår i det delavrinningsområde (763936-169311) som SMHI kallar för Utloppet av Luspejaure. Medelhöjden är 732 meter över havet och ytan är 6,09 kvadratkilometer. Räknas de 5 avrinningsområdena uppströms in blir den ackumulerade arean 24,18 kvadratkilometer. Vattendraget som avvattnar avrinningsområdet har biflödesordning 4, vilket innebär att vattnet flödar genom totalt 4 vattendrag innan det når havet efter 490 kilometer. Avrinningsområdet består mestadels av kalfjäll (93 procent). Avrinningsområdet har 1,11 kvadratkilometer vattenytor vilket ger det en sjöprocent på 7,3 procent.